# CVC广播电台
CVCGo（原名：CVC中文广播电台，已经停止广播服务。转型为原创视频拍摄）是CV传播机构（总部设在英国）的组成部分，隶属于设在澳大利亚的亚太媒体中心。

## CV传播机构
CV是一个全球性、非营利的媒体组织，通过多种媒体向全世界许多地区传播信息，自90年代初成立以来，很快就成长为一个主要的国际性媒体，并用6种语言--普通话、英语、西班牙语、葡萄牙语、印地语，以及印度尼西亚等语言，针对不同文化背景的听众播出广播节目。

## CVC中文广播

### 电台概况
2001年12月22日，CVC以“国际之声广播电台”为名，首次通过普通话、英语和印度尼西亚语进行短波广播，其中发射基地设在澳大利亚的普通话节目主要面向中国大陆听众。2005年7、8月间更名为“CVC中文广播电台”。2008年7月10日，位于新加坡的播音室开幕。2010年2月1日，CVC中文广播电台结束短波广播，并向网络多媒体平台转型，更名为CVCGo。

### CVCGo多媒体中心概况
CVCGo目前在澳大利亚和新加坡设有两个媒体制作中心，通过多种风格的原创视频短片和多种富媒体形式，依托社交网络和手机等多种方式，在互联网和手机网络上面向全世界华人，全方位、立体化的传播我们“相系 明天”的理念。

### 短波广播 播出时间 （自2010年10月31日起）
短波广播：每个星期六和日，北京时间(UTC+8)06：00-06：30，15525千赫播出《快乐早点-张雪莉主持》、《心灵早餐-流星主持》。联系方式：（手机短信：1314-7586686）

### 正式停播
2011年3月27日，CVC宣布停止短波15525千赫的广播，标志着CVC中文电台正式停播。